# 이구군

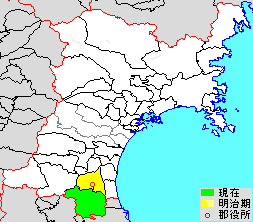
미야기현 이구군의 위치 (녹색:마루모리정)

이구군(일본어: 伊具郡, いぐぐん)은 일본 미야기현(무쓰국·이와키국)의 군이다.
인구 10,755명, 면적 273.3km², 인구밀도 39.4명/km².(2025년 3월 1일, 추계인구)
이하 1정으로 구성된다.
- 마루모리정(丸森町)

## 군역
1878년 행정 구역으로 발족 당시의 군역은, 위의 1정에 가쿠다시를 더한 구역에 해당한다.

## 역사
- 1878년 10월 21일 - 군구정촌 편제법이 미야기현에서 시행되면서, 행정 구역으로서의 이구군이 발족.

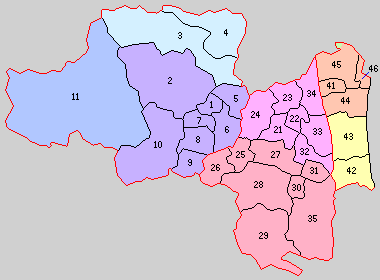
21.가쿠다정 22.사쿠라촌 23.기타고촌 24.니시네촌 25.오하리촌 26.고야촌 27.다테야마촌 28.마루모리촌 29.힛포촌 30.가네야마촌 31.고사이촌 32.에다노촌 33.후지오촌 34.히가시네촌 35.오우치촌 (분홍:가쿠다시 빨강:마루모리정. 1 - 11은 갓타군 41 - 46은 와타리군)

- 1889년 4월 1일 - 정촌제 시행에 따라, 아래의 정촌이 발족.(1정 14촌)
  - 가쿠다정(角田町), 사쿠라촌(桜村), 기타고촌(北郷村), 니시네촌(西根村): 현 가쿠다시
  - 오하리촌(大張村), 고야촌(耕野村)]: 현 마루모리정
  - 다테야마촌(舘矢間村): 현 마루모리정, 가쿠다시
  - 마루모리촌(丸森村), 힛포촌(筆甫村), 가네야마촌(金山村), 고사이촌(小斎村): 현 마루모리정
  - 에다노촌(枝野村), 후지오촌(藤尾村), 히가시네촌(東根村): 현 가쿠다시
  - 오우치촌(大内村): 현 마루모리정
- 1897년 2월 9일(3정 12촌)
  - 마루모리촌이 정제 시행으로 마루모리정(丸森町)이 됨.
  - 가네야마촌이 정제 시행으로 가네야마정(金山町)이 됨.
- 1928년 4월 1일 - 다테야마촌의 일부가 가쿠다정에 편입.
- 1954년
  - 10월 1일 - 가쿠다정·에다노촌·후지오촌·사쿠라촌·히가시네촌·기타고촌·니시네촌이 합병하여, 새로이 가쿠다정이 발족.(3정 6촌)
  - 12월 1일 - 마루모리정·가네야마정·힛포촌·오우치촌·고사이촌·다테야마촌·오하리촌·고야촌이 합병하여, 새로이 마루모리정이 발족.(2정)
- 1958년 10월 1일 - 가쿠다정이 시제 시행으로 가쿠다시(角田市)가 되어, 군에서 이탈.(1정)

## 참고 문헌
- 《가도카와 일본 지명 대사전》 편집위원회, 편집. (1979년 12월 1일). 《가도카와 일본 지명 대사전》. 4 미야기현. 가도카와 쇼텐. ISBN 4040010302.